# Montgomery (stadsdel)
Montgomery är en stadsdel i Calgary i Kanada.   Den ligger i provinsen Alberta, cirka 6 km nordväst om centrala Calgary. Antalet invånare är 3 713.